# Rozka Korczak

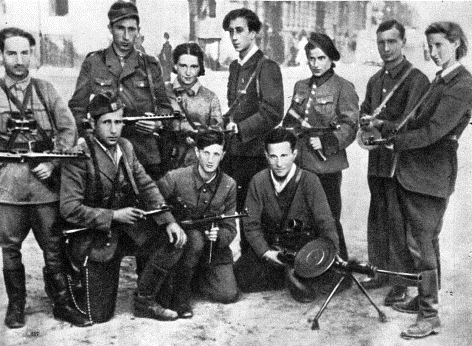
Jüdische Widerstandskämpfer nach der sowjetischen Einnahme Wilnas (Juli 1944), dritte von rechts Rozka Korczak, in der Mitte stehend Abba Kovner, ganz rechts Vitka Kempner

Rozka Korczak oder Różka Korczak, später Rozka Korczak-Marla (auch Reyzl Korczak, Ruzka Korczak oder Różka Korczak-Marla; * 24. April 1921 in Bielsko; † 5. März 1988 im Kibbuz En HaChoresch, Israel) war eine polnisch-jüdische Partisanin im Zweiten Weltkrieg und Mitglied der für die Flucht von Juden nach Palästina gegründeten Organisation Bricha. Nach dem Krieg war sie israelische Historikerin.

## Leben
Rozka Korczak wurde 1921 als Tochter eines jüdischen Viehhändlers in Bielsko geboren. Sie wuchs in Płock auf, wo sie starke antisemitische Vorurteile erlebte, und wurde dort Mitglied der jüdischen Jugendorganisation Haschomer Hazair. Nach dem Angriff der Wehrmacht auf Polen gelang es ihr im September 1939, rechtzeitig zu Fuß ins sowjetisch besetzte Wilna (jiddisch Vilne) im heutigen Litauen zu fliehen, doch im Juni 1941 marschierte die Wehrmacht bei der Operation Barbarossa auch in Wilna ein. Sämtliche Juden der Stadt wurden 1941 im Ghetto Wilna zusammengetrieben. Hier lernte Rozka Korczak Vitka Kempner, mit der sie ein Schlafzimmer teilte, und Abba Kovner kennen und hörte, dass ihre Familie verschleppt und ihr Vater Gedaliah ermordet worden war. Auch ihre Schwestern Teibel (* 1924) und Rachel (* 1927) sowie ihre Mutter Hinda kamen 1942 ums Leben.
Rozka Korczak, Vitka Kempner und Abba Kovner bauten eine Widerstandsorganisation auf und beteiligten sich im Januar 1942 an der Gründung der jüdischen Vereinigten Partisanenorganisation (Fareinikte Partisaner Organisatzije, FPO), die zunächst von Jitzchak Wittenberg, nach dessen Tod von Abba Kovner geleitet wurde. Im Ghetto sorgte Rozka Korczak für Waisenkinder und arbeitete in der Bücherei. Als das Wilnaer Ghetto im September 1943 liquidiert wurde, entkam Rozka Korczak mit Abba Kovner, Vitka Kempner und mehreren hundert FPO-Mitgliedern durch die Kanalisation in die Wälder in der Umgebung der Stadt, wobei sie mit den letzten 80 bis 100 Partisanen am letzten Tag entkam. Die Partisaninnen Sonia Madeysker (1914–1944) und Vitka Kempner sorgten am Ausgang für die Unterbringung der Flüchtenden in vorbereiteten Verstecken. Eine kleinere Anzahl Partisanen wurde von Gestapo und SS aufgespürt und niedergemacht, doch die meisten erreichten ihre Verstecke – ganz im Gegensatz zum Großteil der Bevölkerung des Ghettos, die Krieg und Shoah nicht überlebten. Rozka Korczak, Vitka Kempner und Abba Kovner erreichten am 27. September 1943 mit ihrer Partisaneneinheit die Wälder von Rudniki (Rudninkai), wo sie in den folgenden zehn Monaten unter dem Namen Nokmim („Rächer“) den Kampf fortsetzten, mehrere Wehrmachtstransporte sabotierten und als Teil der Roten Armee an der Einnahme der Stadt Wilna im Juli 1944 teilnahmen.
Rozka Korczak arbeitete Ende 1944 in der Organisation Bricha mit und half dabei, mehrere tausend Überlebende der Shoah illegal nach Palästina zu bringen, wo sie am 12. Dezember 1944 auch selbst eintraf. Hier berichtete sie als eine der ersten von den Verbrechen der Nationalsozialisten gegen die Juden. Gegen Ende des Krieges forderte Abba Kovner sie dazu auf, an den Racheaktionen der Organisation Nakam („Rache“) gegen die Deutschen teilzunehmen, was sie jedoch ablehnte.

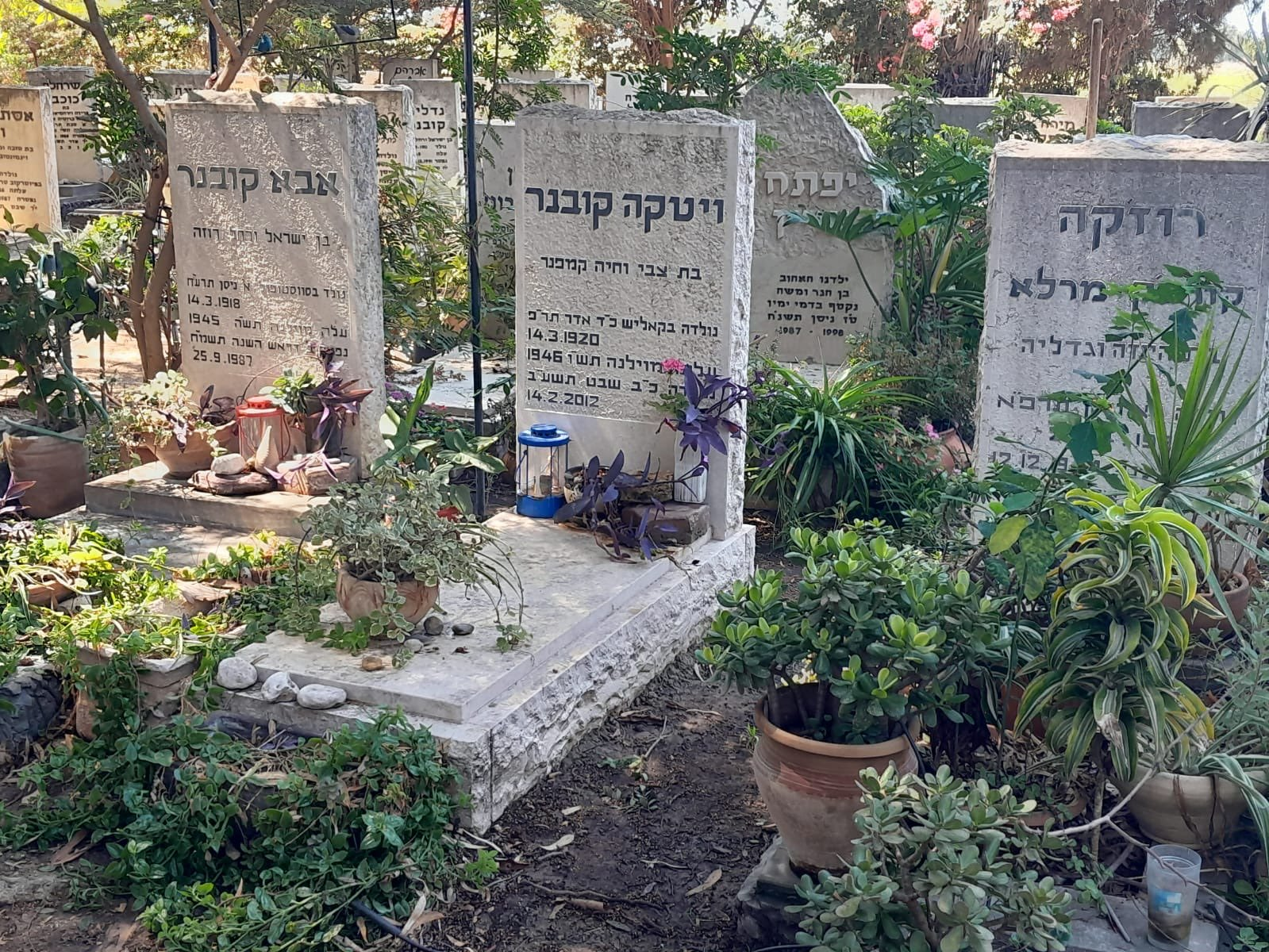
Gräber von Abba Kovner, Vitka Kempner und Rozka Korczak

1946 ließ sich Rozka Korczak im Kibbuz En HaChoresch nieder und heiratete Avi Marle, mit dem sie drei Kinder hatte. Sie waren direkte Nachbarn von Vitka Kempner, Abba Kovner und deren zwei Kindern. Rozka Korczak wurde Historikerin und brachte zwei erfolgreiche Werke in hebräischer Sprache heraus: Flamme in der Asche, das 1947 erschien, sowie mit anderen Herausgebern in zwei Bänden Das Buch von den jüdischen Partisanen. Sie erlag 1988 in ihrem Kibbuz kurz nach dem Tod ihres Nachbarn Abba Kovner einem Krebsleiden.